# Ulrike Schildmann
Ulrike Schildmann (* 1950) ist eine deutsche Erziehungswissenschaftlerin, deren Forschungsschwerpunkt auf den gesellschaftlichen Verhältnissen zwischen Geschlecht und Behinderung liegt. Sie hatte die erste – vom Netzwerk Frauen- und Geschlechterforschung Nordrhein-Westfalen initiierte – Universitätsprofessur im deutschsprachigen Raum inne (1996-2014, Univ./TU Dortmund). In der Erziehungswissenschaft ist sie der Integrativen/Inklusiven Pädagogik zuzuordnen.

## Werdegang
Von 1971 bis 1976 studierte Ulrike Schildmann im Diplom-Studiengang der Pädagogischen Hochschule Berlin Erziehungswissenschaften mit dem Schwerpunkt Sonderpädagogik und den Nebenfächern Psychologie und Soziologie. Ihre Promotion zum Dr. phil. erfolgte 1982 an der Universität Bremen im Fachbereich Behindertenpädagogik. Ihre Habilitation mit der venia legendi Erziehungswissenschaften mit dem Schwerpunkt Integrationspädagogik erfolgte 1995 an der TU Berlin.
Von 1978 bis 1983 war Ulrike Schildmann wissenschaftliche Assistentin am Soziologischen Institut der Freien Universität Berlin im Schwerpunkt „Gesundheitssystemanalyse“. Ebenfalls an der Freien Universität Berlin war sie 1985/86 wissenschaftliche Mitarbeiterin am Zentralinstitut für Unterrichtsforschung und Curriculumentwicklung. Auslandserfahrungen sammelte sie an der Universität von Island (Háskoli Islands) als Gastdozentin des Deutschen Akademischen Austauschdienstes (DAAD) 1984 sowie als wissenschaftliche Angestellte der Universität von Island 1986/87, jeweils in den Fächern Behindertenpädagogik und Medizinsoziologie. Von 1987 bis 1989 war sie wissenschaftliche Mitarbeiterin in der Geschäftsstelle des Wissenschaftsrates in Köln.
1990 wurde Ulrike Schildmann Professorin für Allgemeine Heilpädagogik an der Evangelischen Fachhochschule Rheinland-Westfalen-Lippe in Bochum. 1991 bis 1996 hatte sie die Professur für Allgemeine Heil- und Sonderpädagogik an der Universität-Gesamthochschule Siegen inne. In diese Zeit fiel auch ein Forschungssemester in Rio de Janeiro/Brasilien. Von 1996 bis 2014 war sie Universitätsprofessorin für Frauenforschung in der Behindertenpädagogik (heute: Frauenforschung in Rehabilitation und Pädagogik bei Behinderung) an der Universität/TU Dortmund. Innerhalb dieser Periode hatte sie 2010 eine Gastprofessur am Institut für Rehabilitationspädagogik der Humboldt-Universität zu Berlin inne. Seit April 2014 ist sie im Ruhestand.

## Arbeits- und Forschungsschwerpunkte
Als Arbeits- und Forschungsschwerpunkte sind vor allem folgende zu nennen:
- Gesellschaftlichen Verhältnisse zwischen Geschlecht und Behinderung
- Systematik der Frauenforschung in der Behindertenpädagogik und Integrationspädagogik
- Inklusive Pädagogik und Geschlecht
- Biographieforschung in der Behinderten- und Integrationspädagogik
- Behinderung und Geschlecht im internationalen Vergleich
- Normalismusforschung über Normalität, Behinderung und Geschlecht
- Intersektionalitätsforschung über Geschlecht und Behinderung in der gesamten Lebensspanne

## Werke (Auswahl)
- Schildmann, Ulrike: Zur politischen und ökonomischen Funktion der beruflichen Rehabilitation Behinderter in der BRD und West-Berlin. Rheinstetten: Schindele, 1977, ISBN 3-88070-288-8.
- Schildmann, Ulrike (1983): Lebensbedingungen behinderter Frauen. Gießen: Focus, 1983, ISBN 3-88349-173-X.
- Integrationspädagogik: Biographische Zugänge. Opladen: Leske und Budrich, 1994, ISBN 978-3-8100-1235-7 (gem. m. Reinhard Völzke).
- Integrationspädagogik und Geschlecht. Theoretische Grundlegung und Ergebnisse der Forschung. Opladen: Leske + Budrich, 1996, ISBN 978-3-8100-1568-6.
- Ulrike Schildmann (Hrsg.): Normalität, Behinderung und Geschlecht. Ansätze und Perspektiven der Forschung. Wiesbaden: Leske + Budrich, 2001, ISBN 978-3-8100-3028-3.
- Normalismusforschung über Behinderung und Geschlecht. Opladen: Leske + Budrich, 2004, ISBN 978-3-8100-3951-4.
- Schildmann, Ulrike (2006): Vor-Bilder. Männer und Frauen in pädagogischen Berufen: Motivation, Werdegänge, Perspektiven. Bochum/Freiburg: Projektverlag, 2006, ISBN 978-3-89733-155-6.
- Umgang mit Verschiedenheit in der Lebensspanne. Bad Heilbrunn: Klinkhardt, 2010, ISBN 978-3-7815-1761-5.
- Die Kategorie Behinderung in der Intersektionalitätsforschung. Bochum: Projektverlag, 2018, ISBN 978-3-89733-447-2.